# كأس تركيا 2016–17
كأس تركيا 2016–17 (بالتركية: 2016-17 Türkiye Kupası)‏ هو موسم من كأس تركيا. أشرف على تنظيمه اتحاد تركيا لكرة القدم، وكان عدد الأندية المشاركة فيه 156، وفاز فيه قونيا سبور.